# SN 2000eo
SN 2000eo – supernowa typu IIn odkryta 16 listopada 2000 roku w galaktyce M-02-09-03. W momencie odkrycia miała maksymalną jasność 19,20m.